# یوری بولین
یوری بولین (روسی: Юрий Николаевич Баулин؛ ۵ اکتبر ۱۹۳۳ – ۵ دسامبر ۲۰۰۶) بازیکن هاکی روی یخ اهل روسیه بود.